# Karwiny (Wilczęta)

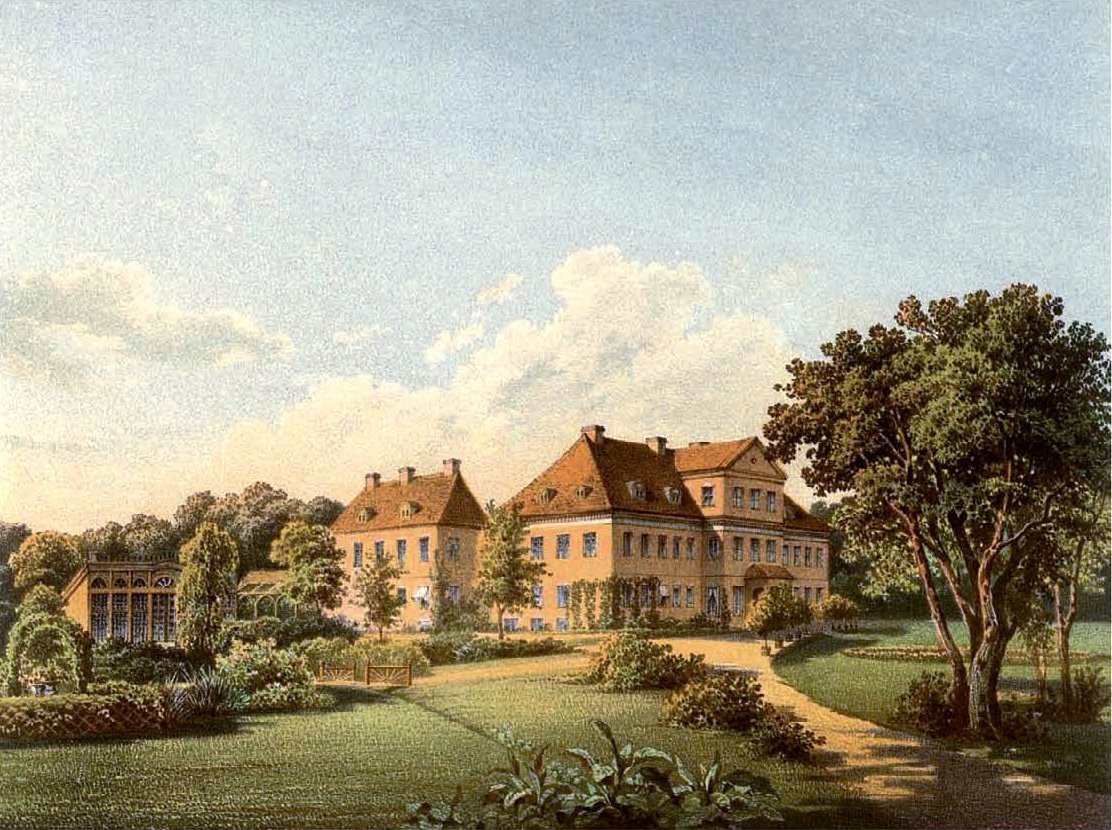
Schloss Carwinden um 1860, Sammlung Alexander Duncker

Karwiny (deutsch Karwinden oder Carwinden) ist ein Dorf der Gemeinde Wilczęta im Powiat Braniewski der polnischen Woiwodschaft Ermland-Masuren, das 1945 zur preußischen Provinz Ostpreußen gehörte. 

## Geschichte
Das Dorf hatte bis ins 19. Jahrhunderts zum Güterkomplex eines Zweigs der Familie 
Dohna gehört. In Karwinden ist die erste reformierte Kapelle in Ostpreußen erbaut worden. In der Kapelle wurden gegen Ende des 18. Jahrhunderts abwechselnd reformierte und lutherische Gottesdienste abgehalten. In den Besitz der Fideikommissherrschaften Carwinden und Schlodien trat am 3. April 1890 das Mitglied des Preußischen Herrenhauses Adolf zu Dohna-Schlodien-Carwinden (1825–1905).
Im Jahr 1945 gehörte Karwinden zum Landkreis Preußisch Holland im Regierungsbezirk Königsberg der Provinz Ostpreußen des Deutschen Reichs. 
Im Frühjahr 1945 wurde die Region um Karwinden von der Roten Armee eingenommen und besetzt. Im Sommer 1945 wurde die südliche Hälfte Ostpreußens mit Karwinden gemäß dem Potsdamer Abkommen seitens der sowjetischen Besatzungsmacht der Verwaltung der Volksrepublik Polen zur unterstellt. Karwinden wurde in Karwiny umbenannt. Soweit die deutschen Einwohner nicht vor Kriegsende geflohen waren, wurden sie in der Nachkriegszeit bis 1947 vertrieben.

## Ehemalige Bauwerke
- Hier stand bis 1945 das Schloss Carwinden.

## Söhne und Töchter
- Friedrich Christoph von Dohna (1664–1727), Diplomat und Generalleutnant